# Teresa Valcarce

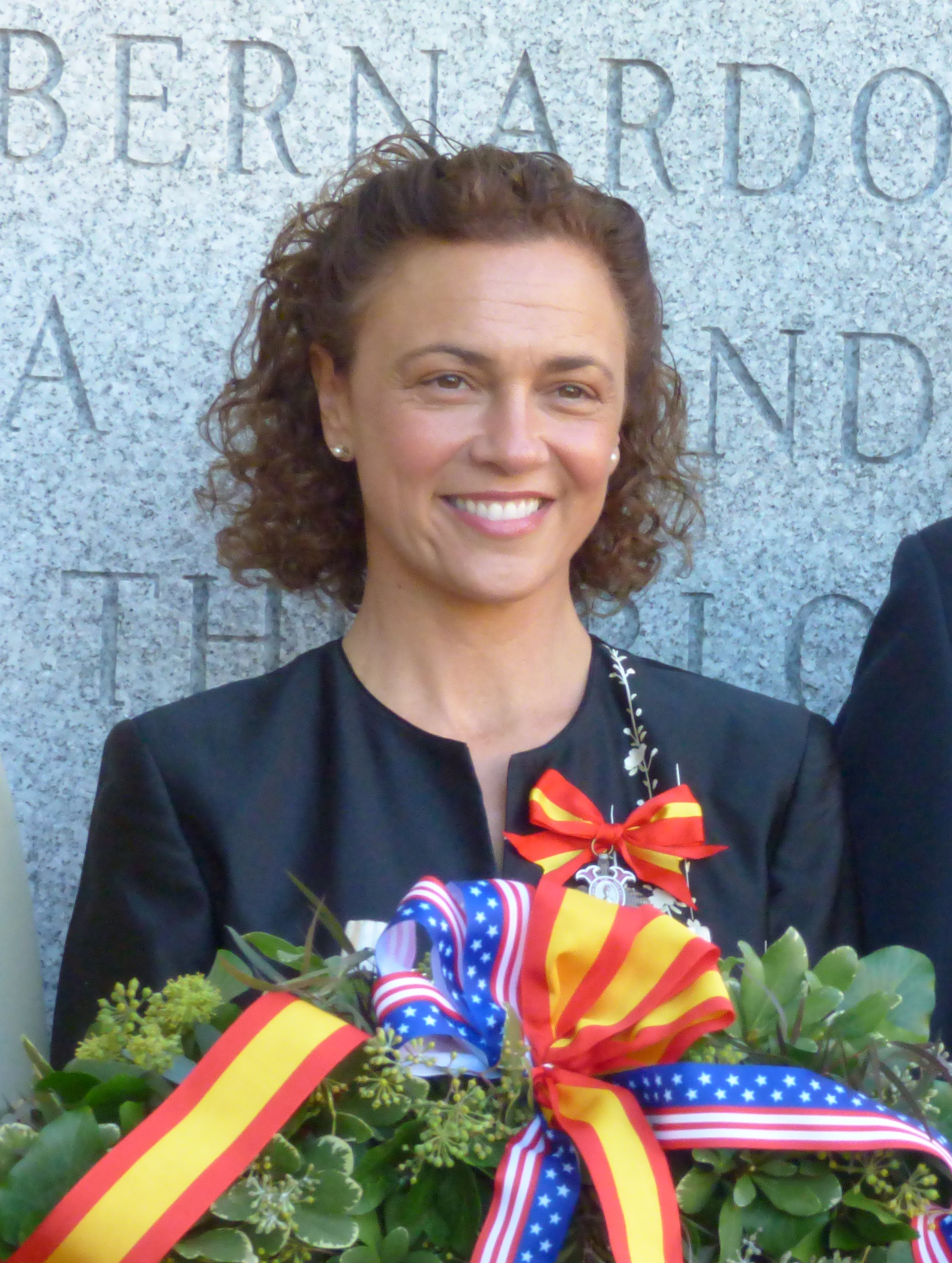

Teresa Valcarce (apodada "The lady of the portrait") es una ciudadana española y estadounidense residente en Washington D. C., nacida en Ferrol y con ascendencia malagueña. Fue condecorada en octubre de 2017 con la Encomienda de la Orden del Mérito Civil al conseguir que se alojara un retrato de Bernardo de Gálvez en el Senado de Estados Unidos, tras conocer la existencia de una resolución del Congreso Continental del año 1783, descubierta por Manuel Olmedo Checa, Vicepresidente de la Asociación Bernardo de Gálvez de Málaga, de la que es embajadora en EE. UU. En esa resolución se decía que el Congreso de Estados Unidos prometía reconocer la contribución de Bernardo de Gálvez a la creación de los Estados Unidos por su ayuda logística y militar en la guerra de independencia colgando su retrato "donde el Congreso se reúne". Recibió formalmente dicha Encomienda el 5 de diciembre de 2019 en la residencia del Embajador de España en Washington D. C. de la mano del Embajador, Santiago Cabanas.   

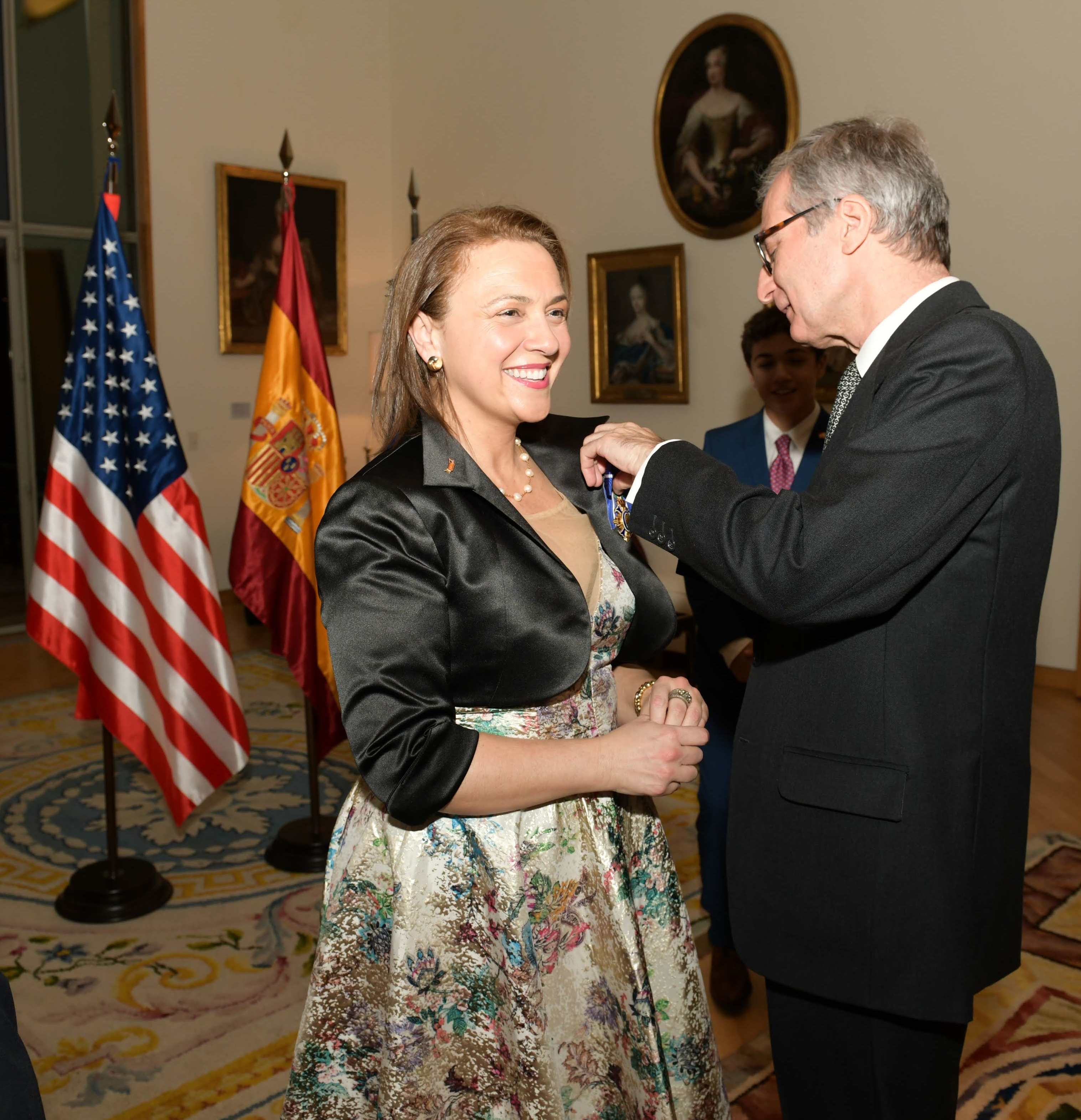
Teresa recibiendo la Encomienda en diciembre de 2019

Su historia fue contada en el libro "Conoce a Bernardo de Gálvez" del periodista y escritor Guillermo Fesser, publicado en 2017. También fue descrita en detalle por el escritor Francisco Reyero en su libro "Y Bernardo de Gálvez entró en Washington" publicado en 2019.